# Leichtathletik-Halleneuropameisterschaften 2019/Teilnehmer (Finnland)
| Gelbes Symbol für Goldmedaillen mit stilisierten Olympischen Ringen | Graues Symbol für Silbermedaillen mit stilisierten Olympischen Ringen | Braundes Symbol für Bronzemedaillen mit stilisierten Olympischen Ringen |
| ------------------------------------------------------------------- | --------------------------------------------------------------------- | ----------------------------------------------------------------------- |
| —                                                                   | —                                                                     | —                                                                       |

Aus Finnland starteten acht Athletinnen und vier Athleten bei den Leichtathletik-Halleneuropameisterschaften 2019 in Glasgow.
Der finnische Leichtathletikverband Suomen Urheiluliitto (SUL) hatte 13 Athletinnen und Athleten ausgewählt, darunter fünf Nominierte, die in der Hallensaison in ihrer Disziplin zu den Top Ten der europäischen Rangliste gehörten.
Mit Ausnahme des für den Weitsprung gemeldeten Henri Väyrynen hatten alle Sportlerinnen und Sportler die EM-Norm erfüllt, weshalb Väyrynen die Teilnahmeerlaubnis durch den europäischen Leichtathletikverband European Athletics (EAA) abwarten musste. Dies erübrigte sich, da er an einem Norovirus erkrankte.

## Ergebnisse

### Frauen

#### Laufdisziplinen
| Athletin          | Disziplin   | Vorlauf     | Vorlauf | Halbfinale         | Halbfinale         | Finale             | Finale             |
| Athletin          | Disziplin   | Zeit        | Platz   | Zeit               | Platz              | Zeit               | Platz              |
| ----------------- | ----------- | ----------- | ------- | ------------------ | ------------------ | ------------------ | ------------------ |
| Sara Kuivisto     | 800 m       | 2:04,24 min | 11      | nicht qualifiziert | nicht qualifiziert | nicht qualifiziert | nicht qualifiziert |
| Sara Kuivisto     | 1500 m      | 4:18,68 min | 16      | –––                | –––                | nicht qualifiziert | nicht qualifiziert |
| Matilda Bogdanoff | 60 m Hürden | 8,20 s      | 15      | 8,12 s             | 12                 | nicht qualifiziert | nicht qualifiziert |
| Nooralotta Neziri | 60 m Hürden | 8,07 s      | 5       | 8,04 s             | 5                  | 8,09 s             | 6                  |
| Reetta Hurske     | 60 m Hürden | 8,06 s      | 4       | 8,07 s             | 7                  | 8,02 s             | 4                  |

#### Sprung/Wurf
| Athletin         | Disziplin      | Qualifikation | Qualifikation | Finale             | Finale             |
| Athletin         | Disziplin      | Höhe/Weite    | Platz         | Höhe/Weite         | Platz              |
| ---------------- | -------------- | ------------- | ------------- | ------------------ | ------------------ |
| Ella Junnila     | Hochsprung     | 1,85 m        | 25            | nicht qualifiziert | nicht qualifiziert |
| Jessica Kähärä   | Hochsprung     | 1,85 m        | 23            | nicht qualifiziert | nicht qualifiziert |
| Wilma Murto      | Stabhochsprung | 4,10 m        | 18            | nicht qualifiziert | nicht qualifiziert |
| Kristiina Mäkelä | Dreisprung     | 14,06 m       | 7             | 14,29 m            | 6                  |

### Männer

#### Laufdisziplinen
| Athlet        | Disziplin   | Vorlauf        | Vorlauf | Halbfinale | Halbfinale | Finale             | Finale             |
| Athlet        | Disziplin   | Zeit           | Platz   | Zeit       | Platz      | Zeit               | Platz              |
| ------------- | ----------- | -------------- | ------- | ---------- | ---------- | ------------------ | ------------------ |
| Samuel Purola | 60 m        | 6,75 s         | 14      | 6,74 s     | 16         | nicht qualifiziert | nicht qualifiziert |
| Topi Raitanen | 3000 m      | 7:55,71 min PB | 13      | –––        | –––        | nicht qualifiziert | nicht qualifiziert |
| Elmo Lakka    | 60 m Hürden | 7,65 s PB      | 6       | 7,70 s     | 8          | 7,74 s             | 8                  |

#### Sprung/Wurf
| Athlet        | Disziplin  | Qualifikation | Qualifikation | Finale             | Finale             |
| Athlet        | Disziplin  | Weite         | Platz         | Weite              | Platz              |
| ------------- | ---------- | ------------- | ------------- | ------------------ | ------------------ |
| Simo Lipsanen | Dreisprung | 16,43 m       | 9             | nicht qualifiziert | nicht qualifiziert |